# Antoxya oxynoides
Antoxya oxynoides är en tvåvingeart som först beskrevs av Mario Bezzi 1924.  Antoxya oxynoides ingår i släktet Antoxya och familjen borrflugor. Inga underarter finns listade i Catalogue of Life.